# Pepsi Number Fever
Pepsi Number Fever, também conhecido como o incidente 349, foi uma promoção realizada pela PepsiCo nas Filipinas em 1992, que levou a distúrbios e à morte de pelo menos cinco pessoas.

## Promoção
Em fevereiro de 1992, Pepsi Filipinas (PCPPI) anunciou que iria imprimir números, variando de 001 a 999, dentro das tampas das garrafas dos produtos Pepsi, 7-Up, Mountain Dew e Mirinda. A ideia da promoção era ganhar um espaço antes ocupado pela Coca-Cola no país.
Certos números podiam ser trocados por prêmios, que variavam de 100 pesos a 1 milhão de pesos como um único grande prêmio, equivalente a aproximadamente 23 anos de um salário mínimo nas Filipinas que era 118 pesos por dia. Pepsi alocou um total de US $ 2 milhões para prêmios. O especialista de marketing Pedro Vergara baseou a Pepsi Number Fever em promoções semelhantes, moderadamente bem-sucedidas, realizadas anteriormente na área geográfica de especialização de Vergara, a América Latina.
A Pepsi Number Fever foi inicialmente um grande sucesso e aumentou a participação de mercado da Pepsi de 4% para 24,9%. Os números vencedores eram anunciados na televisão todas as noites. Em maio, 51.000 prêmios foram resgatados, incluindo 17 grandes prêmios.

## Número 349
Em 25 de maio, a transmissão noturna do ABS-CBN Channel 2 News anunciou que o número do grande prêmio para aquele dia era 349. As tampas das garrafas vencedoras do grande prêmio eram rigidamente controladas pela PepsiCo; Foram produzidos e distribuídos dois frascos com tampas com o número vencedor do dia impresso no interior, bem como um código de segurança para confirmação. No entanto, devido a um erro do computador, 800.000 tampas de garrafas regulares também foram impressas com o número 349 (mas sem o código de segurança).Teoricamente, essas tampas de garrafa valiam cumulativamente U$ 32 bilhões.
Milhares de filipinos correram para as fábricas de engarrafamento da Pepsi para reivindicar seus prêmios.  O PCPPI inicialmente respondeu que as tampas das garrafas impressas incorretamente não tinham o código de segurança de confirmação e, portanto, não puderam ser resgatadas. Após uma reunião de emergência dos executivos da PCPPI e PepsiCo às 3:00 pela manhã, a empresa ofereceu 500 pesos (U$ 18) aos detentores de tampas de garrafa impressas por engano, como um "gesto de boa vontade". Esta oferta seria aceita por 486.170 pessoas, a um custo para a PepsiCo de 240 milhões de pesos.
Muitos vencedores da tampa 349 recusaram-se a aceitar a oferta de acordo da PCPPI. Eles formaram um grupo de consumidores, a Aliança 349, que organizou um boicote aos produtos Pepsi e realizou comícios fora dos escritórios da PCPPI e do governo filipino.
A maioria dos protestos foi pacífica, mas três funcionários da PCPPI foram mortos por uma granada lançada em um depósito em Davao, e uma mãe e uma criança foram mortas em Manila em 13 de fevereiro de 1993, por uma granada lançada contra um caminhão da Pepsi. Executivos da PCPPI receberam ameaças de morte e até 37 caminhões da empresa foram danificados por serem empurrados, apedrejados ou queimados. Alguns acusaram a PepsiCo de contratar mercenários para encenar os ataques, a fim de enquadrar os manifestantes como terroristas. A então senadora Gloria Macapagal Arroyo, sugeriu que os ataques estavam sendo perpetrados por engarrafadores rivais que tentavam tirar vantagem da vulnerabilidade do PCPPI.
Centenas de pessoas foram feridas em manifestações que eram duramente reprimidas pela policia, principalmente após a declaração da senadora.

## Ação legal
Cerca de 22.000 pessoas entraram com ações legais contra a PepsiCo; pelo menos 689 ações cíveis e 5.200 reclamações criminais por fraude e engano que foram arquivadas.
Em 24 de junho de 1996, um tribunal de primeira instância julgou os demandantes em uma das ações judiciais, 10.000 pesos cada em "danos morais". Três demandantes insatisfeitos apelaram e, em 3 de julho de 2001, o tribunal de apelação concedeu a esses três demandantes 30.000 pesos cada, bem como honorários advocatícios.
A PCPPI recorreu desta decisão. A ação chegaria ao Supremo Tribunal Federal, que em 2006 decidiu que “a PCPPI não é responsável pelo pagamento dos valores impressos nas tampas aos seus titulares. Tampouco a PCPPI é responsável pelos danos decorrentes disso".